# Академия Национальной гвардии Республики Казахстан

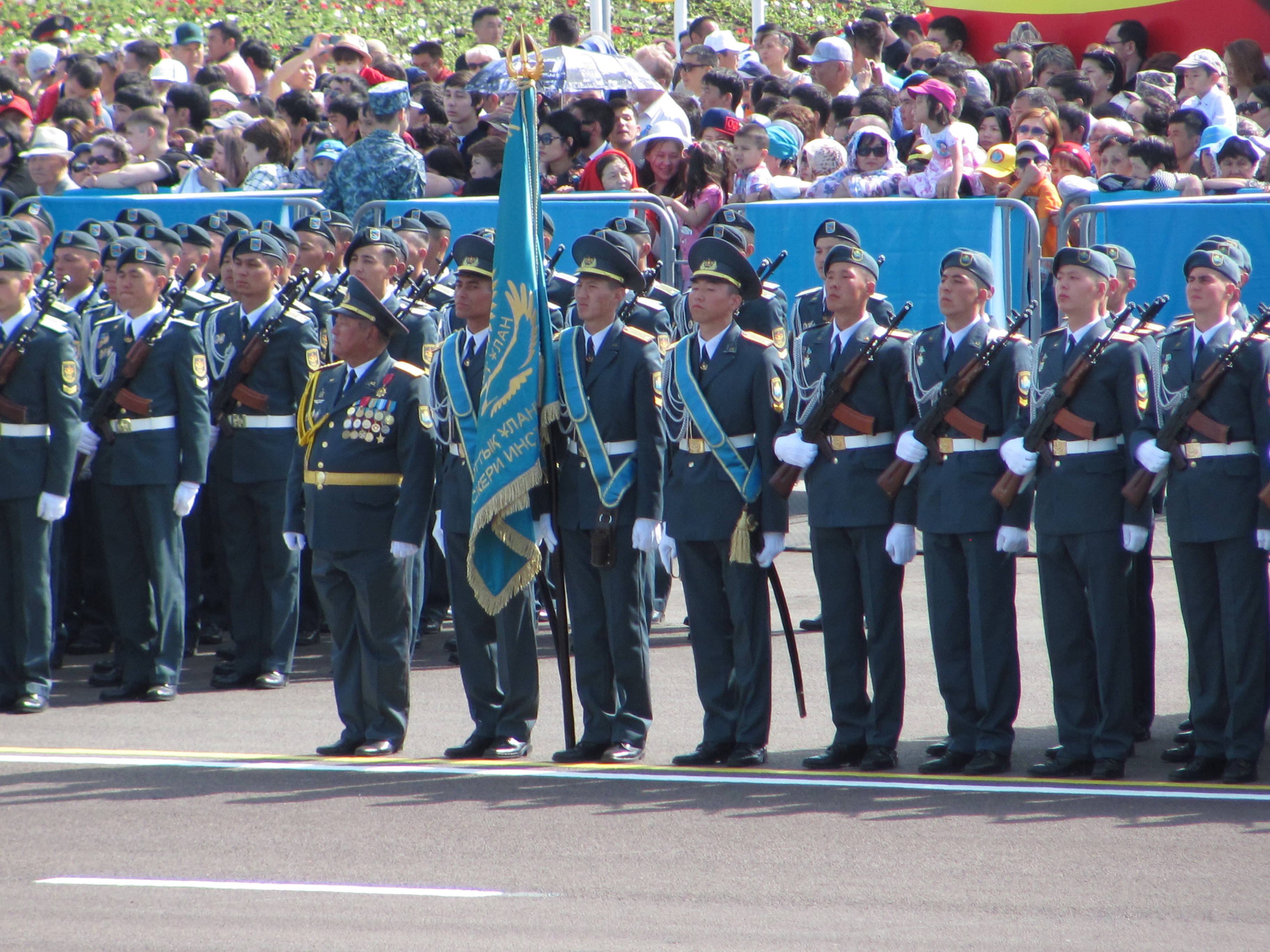
Парадная коробка Военного института Национальной гвардии с боевым знаменем института.
Астана. 7 мая 2019 года

 Академия Национальной гвардии Республики Казахстан — высшее военное учебное заведение для подготовки офицеров Национальной гвардии Республики Казахстан.

## История института

### Исторические предпосылки для создания училища
С обретением независимости, в 1992 году в Казахстане было положено начало формированию собственных внутренних войск, подчинённых МВД РК.
Официально Внутренние войска МВД РК были созданы 10 января 1992 года.
В связи с большим оттоком офицерского состава из Внутренних войск Казахстана в другие республики бывшего СССР возникла острая недостаточность в офицерских кадрах. Руководство внутренних войск с 1994 года вынуждено было прибегнуть к таким неординарным мерам, как присвоение офицерских званий прапорщикам после краткосрочных курсов. На тот исторический период внутренние войска выполняли охрану 56 исправительных колоний по всему Казахстану. Также они выполняли патрулирование крупных городов. Этот период (1990-е годы) отмечался обострением криминальной обстановки, характерной для всего СНГ.

### Создание училища
В начале 1997 года правительством рассматривается вопрос о создании военного училища по подготовке офицеров для внутренних войск. Для размещения училища рассматривались такие города как Семипалатинск и Петропавловск. В связи с неготовностью жилого фонда в Семипалатинске (комплекс зданий колледжа связи), выбор был сделан в пользу Петропавловска (комплекс зданий техникума механизации сельского хозяйства).
18 марта 1997 года постановлением правительства № 349 было принято решение о создании училища. В короткие сроки комплекс зданий бывшего Петропавловского техникума механизации сельского хозяйства был переоборудован в комплекс зданий будущего военного училища.
Полное наименование заведения стало следующим: Петропавловское Высшее военное училище Внутренних войск Министерства внутренних дел Республики Казахстан (ПВВУ).
1 августа 1997 года училище приняло на 4-летний курс обучения 250 абитуриентов.
20 декабря 1997 года Президент Казахстана Назарбаев Н. А. вручил училищу Боевое знамя.
17 марта 2009 года постановлением Правительства Республики Казахстан № 348 Петропавловское Высшее военное училище Внутренних войск Министерства внутренних дел Республики Казахстан было переименовано в Военный институт Внутренних войск Министерства внутренних дел Республики Казахстан.
21 октября 2014 года вышло постановление Правительства Республики № 807, согласно которому Военный институт Внутренних войск Министерства внутренних дел Республики Казахстан был переименован в Военный институт Национальной гвардии Республики Казахстан.
2 февраля 2022 года вышло постановление Правительства Республики Казахстан № 48, согласно которому Военный институт Национальной гвардии Республики Казахстан был преобразован с получением нового статуса и названия Академия Национальной гвардии Республики Казахстан.
Академия получила Государственную лицензию на право ведения образовательной деятельности в сфере высшего образования (бакалавриат) по направлению подготовки «Военное дело и безопасность» по 7 специальностям, со сроком обучения 4 года, по окончании которого выпускники получают воинское звание лейтенант.

### Обучение
На обучение в Военный институт принимаются юноши не проходившие воинскую службу в возрасте от 17 до 21 года, либо военнослужащие в возрасте до 25 лет.
Постановлением Правительства РК № 48 от 02.02.2022 года Военный институт Национальной гвардии РК преобразован в Академию Национальной гвардии РК.
По инициативе Президента страны, Правительство РК 18 марта 1997 года приняло Постановление о создании Высшего военного училища Внутренних войск МВД РК.
20 декабря 1997 года училищу были вручены Боевое Знамя и Грамота.
Основная подготовка специалистов в военном ВУЗе осуществляется на 8 кафедрах:
- Тактики служебно-боевого применения;
- Тактики и общевоинских дисциплин;
- Технического и тылового обеспечения;
- Вооружения и стрельбы;
- Военной педагогики и психологии;
- Общеобразовательных дисциплин;
- Физической подготовки и спорта.

В настоящее время Военный институт осуществляет подготовку офицеров по 7 специальностям по программе высшего военно-учебного заведения со сроком обучения 4 года:
- Командная тактическая (командир взвода)
  - командная тактическая внутренних войск;
- специальности боевого обеспечения (командир взвода)
  - обеспечение связи;
- специальности тылового обеспечения
  - ракетно-артиллерийское обеспечение войск;
  - инженерно-технического обеспечение войск;
  - автотранспортное обеспечение войск;
  - тыловое обеспечение войск;
- офицер по воспитательной и социально-правовой работе.

29 сентября 2008 года, согласно приказу Министра внутренних дел Республики Казахстан № 366, на базе училища был создан факультет повышения квалификации офицеров Внутренних войск. В течение календарного года в академии повышение квалификации проходят 100—120 офицеров.
Всего к моменту преобразования военного института в академию в 2022 году было подготовлено 3591 офицеров.
С сентября 2009 года Военный институт в рамках межгосударственных обязательств начал принимать на обучение по 10 представителей Кыргызстана и Таджикистана. На 2022 год для этих республик было подготовлено 151 офицеров (71 для Кыргызстана и 80 для Таджикистана).
В 2016 году из 155 выпускников — 14 были отправлены на службу в Пограничную службу КНБ РК.

## Начальники училища
- Дюкенев, Амангельды Резуанович — 1997—2001;
- Ахметов, Сабит Камитович — 2001—2003;
- Карагуйшиев, Мурат Кенжегалиевич — 2003—2004;
- Фаткуллин, Рашид Хабибуллаевич — 2004—2006;
- Ахметов, Жумабек Хатиоллаевич — 2006—2017;
- Абселемов, Серикхан Ахметович — 2017—2018;
- Абжанов Бауржан Садыкович - 2018 - 2022
- Токушев Артур Калиакпарович — 2022 — по настоящее время.